# スーヴニール2001
『スーヴニール2001』（SOUVENIR2001）は、1993年7月1日に発売されたピチカート・ファイヴの企画アルバム。

## 解説
同年6月1日に発売されたばかりのオリジナル・アルバム『ボサ・ノヴァ2001』から2曲をカット。その代わりに本作用に2曲を新たに収録した。全てオリジナルとは別バージョンで構成されている。
パッケージは日本コロムビアの絵本付ソフトウェア・コロちゃんパック仕様。完全生産限定盤で現在廃盤。

## 収録曲
1. ロックン・ロール rock'n roll
  - 詞／曲／編曲：小西康陽
2. メッセージ・フロム・ミス・ピチカート・ファイブ message from pizzicato five
  - 曲：小西康陽・小山田圭吾・野宮真貴
  - 編曲：小西康陽・小山田圭吾
  - 本作のみ収録。『ボサ・ノヴァ2001』には未収録。
3. マジック・カーペット・ライド magic carpet ride
  - 詞／曲／編曲：小西康陽
4. 我が名はグルーヴィー groovie is my name
  - 詞／曲／編曲：小西康陽
5. ピース・ミュージック peace music
  - 詞：野宮真貴　曲／編曲：高浪敬太郎
6. ストロベリィ・スレイライド strawberry sleighride
  - 詞／曲／編曲：小西康陽
7. スリーパー sleeper
  - 詞：野宮真貴　曲／編曲：高浪敬太郎
8. 優しい木曜日 sweet thursday
  - 詞／曲／編曲：小西康陽
9. レイン・ソング rain song
  - 詞：野宮真貴　曲／編曲：高浪敬太郎
10. ゴー・ゴー・ダンサー go go dancer
  - 詞／曲／編曲：小西康陽
11. 皆既日食  eclipse
  - 詞／曲／編曲：高浪敬太郎
12. 愛の神話 saga
  - 詞／曲／編曲：高浪敬太郎
13. ハレルヤ・ハレクリシュナ hallelujah hare krishna
  - 詞／曲／編曲：高浪敬太郎
14. クレオパトラ2001 cleopatra 2001
  - 詞：小西康陽　曲／編曲：小山田圭吾
15. マジック・カーペット・ライド （Instrumental） magic carpet ride
  - featuring：readymade strings
  - 曲／編曲：小西康陽　
  - 本作のみ収録。『ボサ・ノヴァ2001』には未収録。